# Fairey Battle
Fairey Battle byl britský lehký jednomotorový třímístný bombardovací letoun používaný na počátku druhé světové války.

## Vývoj

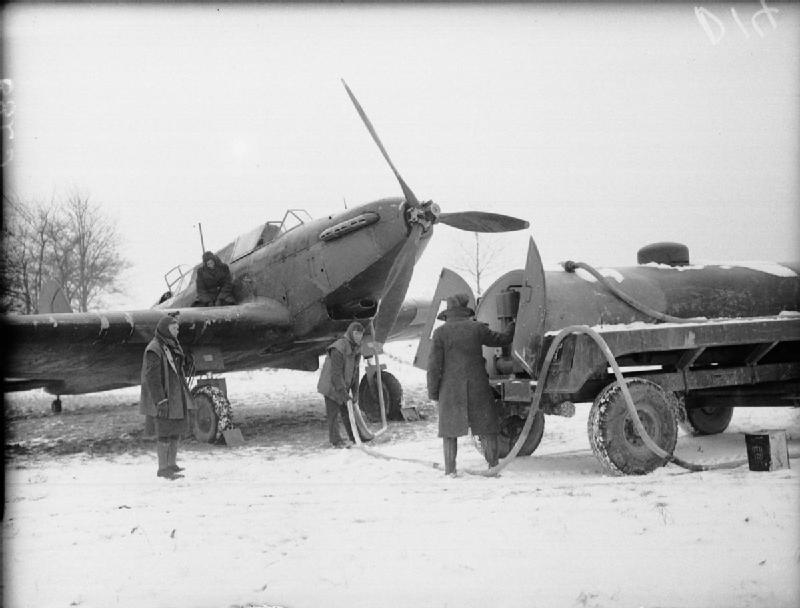
Royal Air Force, Francie, 1939–1940

Počátky vývoje letounu spadají do roku 1933, kdy byl vznesen požadavek na nový jednoplošný lehký bombardér. První prototyp s pohonnou jednotkou Rolls-Royce Merlin F, nejprve označovaný Fairey P.27/32 (K4303), vzlétl v březnu roku 1936 na továrním letišti Great West Aerodrome, pilotován Chrisem Stanilandem. V červenci 1936 byl odeslán do Výzkumného ústavu letadel a výzbroje (A&AEE) v Martlesham Heath v Suffolku. Po několika týdnech byl vrácen do mateřského závodu k odstranění řady nedostatků. Po odstranění avizovaných závad bylo pokračováno v říjnu téhož roku ve zkouškách u A&AEE. Na konci roku 1937 se k testům připojil také první sériový Fairey Battle Mk.I s motorem Merlin I o výkonu 757 kW.
Od roku 1938 začala licenční sériová produkce u společnosti Austin Motors v Longbridge v Birminghamu.
Výroba Battlů pokračovala s instalovanými motory Merlin II a III s výkonem až 1058 kW, několik strojů obdrželo pohonnou jednotku Merlin V s vyšším plnicím tlakem. Tyto varianty nesly označení Battle Mk.II, Mk.III, nebo Mk.V, avšak letoun dosahoval stále poměrně malou rychlost. Jak se v roce 1940 ukázalo, poměrně rychle zastaral.
Specializovaná cvičná neozbrojená verze z roku 1940 nesla označení Fairey Battle (T) se zdvojeným řízením. 30 letounů bylo přestavěno z bojových strojů, ostatní byly nově vyrobené. Stroje z první zakázky na 100 kusů dostaly sériová čísla Air Ministry v řadě P6616-P6645, P6663-P6692, P6718-P6737 a P6750-P6769. Na další stokusové sérii se podílel i druhý sériový výrobce Battlů Austin Motors v Birminghamu (R7356-R7385, R7399-R7448 a R7461-R7480).
226 kusů typu Battle Mk.I (TT) bylo přizpůsobeno pro vlekání terčů určených k nácviku protiletadlové střelby.
Celkem bylo vyrobeno 2185 kusů různých variant.

## Bojové užití

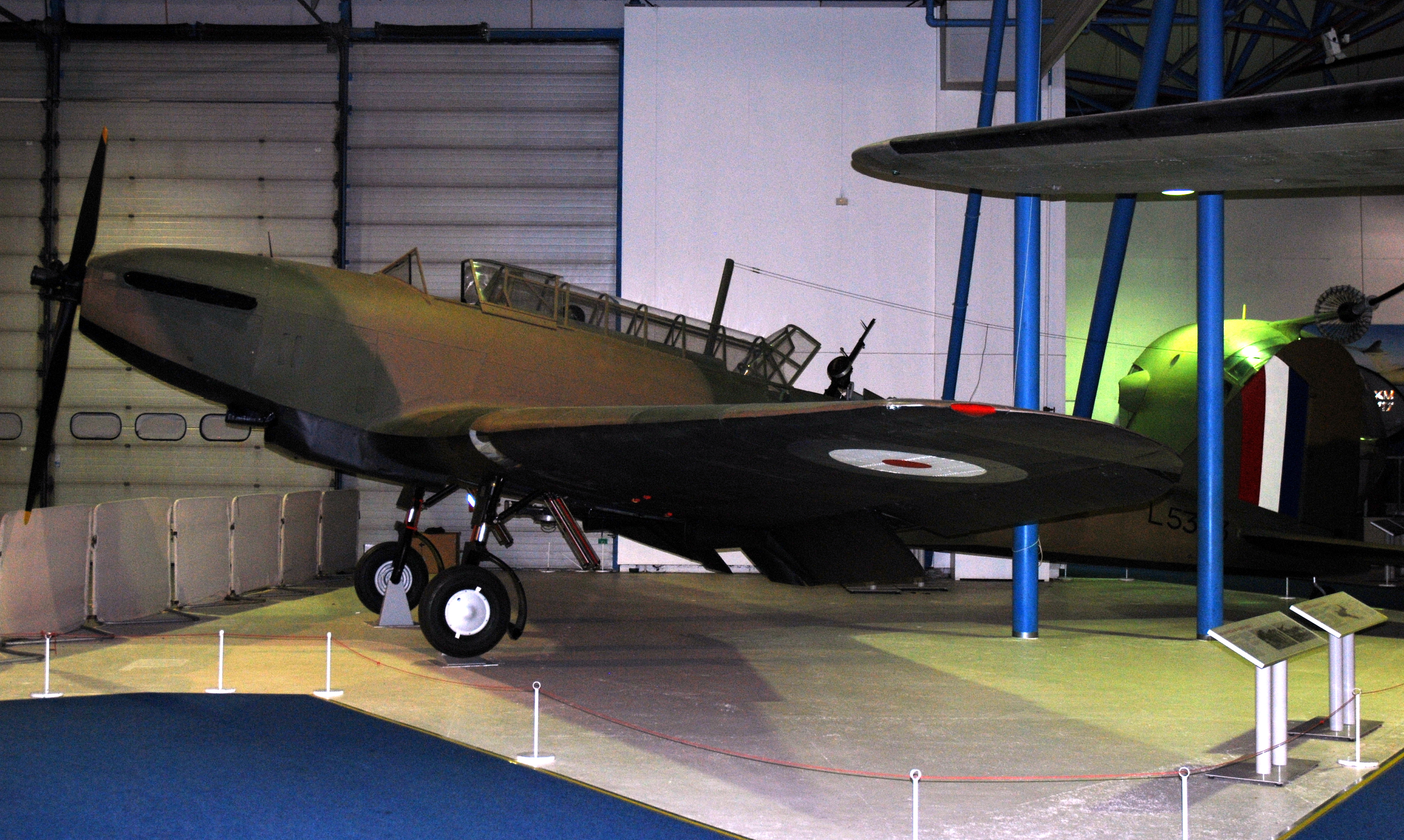
Fairey Battle, Royal Air Force Museum, Hendon

Letouny Fairey Battle utrpěly při vpádu německých vojsk do Belgie a Francie v roce 1940 značné ztráty a tak byly používány k plnění druhořadých úkolů. Byly zejména využívány k průzkumným účelům či k ochraně konvojů. Přes 200 kusů bylo přizpůsobeno pro účely vlečení cvičných terčů. Několik set letounů zakoupily jiné země: Belgie odebrala 16 kusů, Turecko, Řecko, Jihoafrická Unie a největším uživatelem se stala Kanada se 739 zakoupenými exempláři, které byly určeny zejména k pokračovacímu výcviku. Pobočka firmy Fairchild v Quebecu dodané letouny přestavovala na cvičné pro výcvik střelců. Pilotní kabina byla zkrácena a nad původní místo střelce/radisty byla vestavěna střelecká věž Bristol. Pohonná jednotka Rolls-Royce Merlin zůstala zachována, avšak pro případný nedostatek těchto motorů, potřebných v Británii především pro stíhací stroje, byl u jednoho pokusného prototypu Battle (T)(R7439) použit americký hvězdicový vzduchem chlazený devítiválec Wright R-1820 Cyclone. Ve Velké Británii dosloužila poslední peruť Battlů u Coastal Command v červenci 1941.

## Specifikace

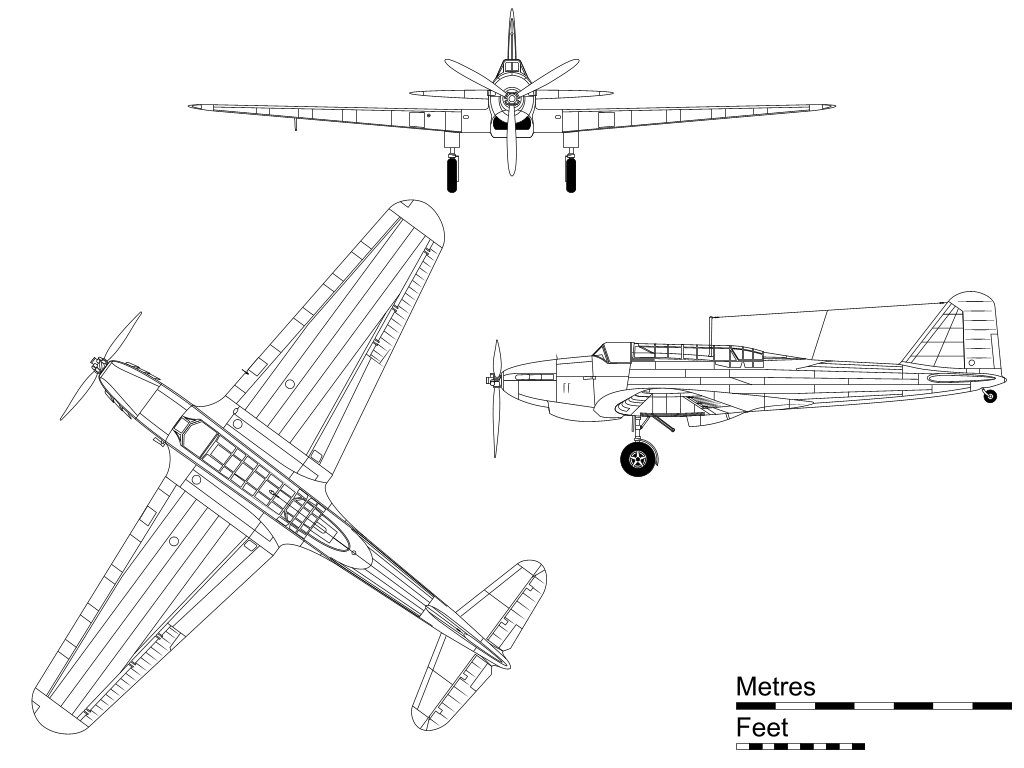
Fairey Battle

Údaje dle

### Technické údaje
- Osádka: 3 (pilot, bombometčík/navigátor a radista/střelec)
- Rozpětí: 16,45 m
- Délka: 12,93 m
- Výška: 4,57 m
- Nosná plocha: 39,20 m²
- Hmotnost prázdného letounu: 3 361 kg
- Vzletová hmotnost: 4 944 kg
- Max. vzletová hmotnost: 5 307 kg
- Pohonná jednotka: 1 × čtyřdobý zážehový kapalinou chlazený přeplňovaný vidlicový dvanáctiválec Rolls-Royce Merlin II
  - Výkon pohonné jednotky: 1030 k (757 kW)

### Výkony
- Maximální rychlost: 406 km/h
- Cestovní rychlost: 237 km/h
- Výstup do hladiny 4 575 m: 16,2 min
- Dostup: 7 925 m
- Max. bojový dolet: 1931 km

### Výzbroj
- 1 × kulomet Vickers K ráže 7,7 mm v pravé polovině křídla
- 1 × pohyblivý kulomet Lewis ráže 7,7 mm
- 454 kg pum v pumovnici
- 227 kg pum na vnějších závěsnících